# Vehmsmoor
Das Vehmsmoor ist ein Naturschutzgebiet mit der Kennzeichen-Nummer NSG LÜ 182 im Bereich der Stadt Walsrode (Landkreis Heidekreis, Niedersachsen).

## Beschreibung
Das 255 ha große Vehmsmoor liegt zwischen den Walsroder Stadtteilen Fulde und Vethem, drei Kilometer westlich der Stadtmitte von Walsrode und zwei Kilometer südlich der Autobahn 27.
Der Jordanbach, ein Nebenfluss der Böhme, entwässert das Vehmsmoor.
In dem Hochmoor wurde jahrhundertelang Torf gestochen. Heute ist es mit Birken-Kiefernbruchwald bestanden. Es ist noch eine hochmoortypische Vegetation vorhanden, die aus Wollgras, Moosbeere, Erikaheide, Sonnentau und in den Torfstichen Torfmoos besteht. Pfeifengras dominiert im Gebiet. Im Moor brütet wieder der Kranich.

## Geschichte
Mit Verordnung vom 25. Mai 1990 wurde das Vehmsmoor zum Naturschutzgebiet erklärt. Zuständig ist der Landkreis Heidekreis als untere Naturschutzbehörde.